# Kangaamiut

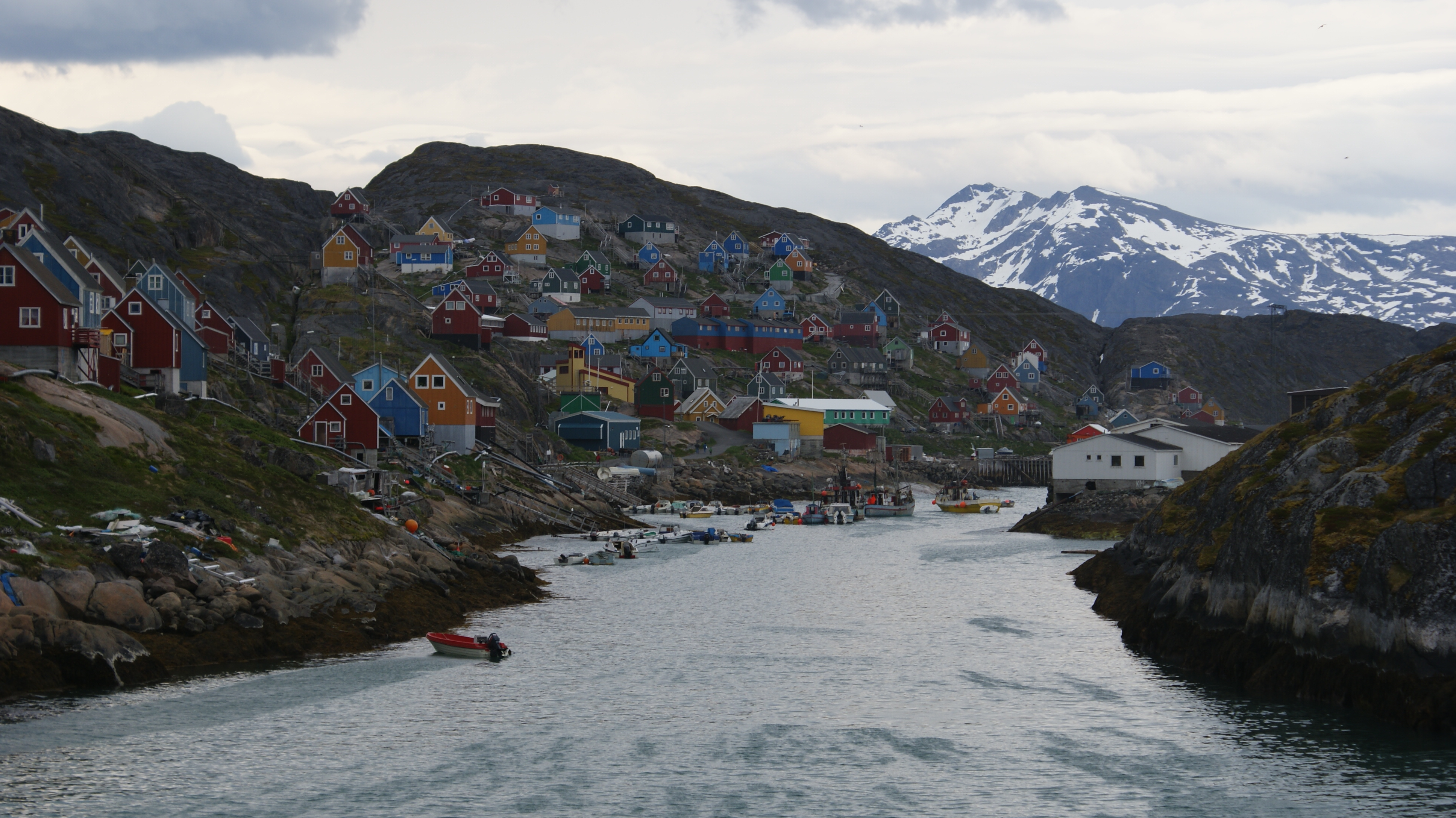
Imagen de la localidad (2009-07-13)

Kangaamiut es una localidad del municipio de Qeqqata, al oeste de Groenlandia. Se ubica al norte de Maniitsoq, a 65°50′N 53°20′O. Originalmente en este lugar fue fundada la antigua colonia de Sukkertoppen (hoy Maniitsoq) en 1755, pero fue trasladada a su sitio actual en 1782. La localidad tiene una población de 414 habitantes (en 2004) y es un puerto de la Arctic Umiaq Line.